# Posoki
Posoki é um filme de drama búlgaro de 2017 dirigido e escrito por Stephan Komandarev. Protagonizado por Ivan Barnev, estreou no Festival de Cannes 2017, no qual competiu para Un certain regard.

## Elenco
- Ivan Barnev - Vlado
- Georgi Kadurin - Popov
- Borisleva Stratieva - Lora
- Anna Komandareva - Nikol
- Vassil Vassilev - Misho